# Park MGM
A Park MGM, korábban Monte Carlo Resort and Casino, egy hatalmas szálloda- és kaszinókomplexum a Las Vegas Stripen, Paradise városában, Nevadában. A létesítmény a Vici Properties tulajdonában áll, üzemeltetését az MGM Resorts International látja el. Eredetileg a Mirage Resorts és a Circus Circus Enterprises hozta létre, majd később ezek mind az MGM-hez kerültek.
1996. június 21-én nyílt meg Monte Carlo néven, és a monacói monte-carlói kaszinó inspirálta a kialakítását. 2008 januárjában tűzeset történt az épület tetején – a hegesztési munkálatok miatt keletkező tűz miatt a hotelt ki kellett üríteni és átmenetileg be kellett zárni. A tűz következtében 13 embert füst belélegzése miatt láttak el, a szálloda pedig megközelítőleg 100 millió dollár veszteséget szenvedett, ideértve a keletkező kárt, valamint a működéskiesésből fakadó bevételhiányt is. Három héttel később újra megnyitották. A legfelső szint jelentős vízkárt szenvedett, ezért teljesen felújították, és 2009 augusztusában Hotel32 néven, exkluzív „hotel a hotelben” koncepcióval indult újra, 50 különleges szobával.
2016 júniusában az MGM bejelentette, hogy a Monte Carlo teljes felújításon megy keresztül, s a hotel Park MGM néven folytatja tovább működését; az új név 2018. május 9-től lett hivatalos. A mintegy két éves, több mint 550 millió dolláros átalakítás 2018 decemberében fejeződött be. A Hotel32-t megszüntették, és a felső négy emeletet NoMad Las Vegas néven újították fel, ami szintén egy különálló „hotel a hotelben” szolgáltatást nyújt. Jelenleg a Park MGM egy közel 7200 négyzetméteres kaszinóval és 2700 saját szobával rendelkezik, ezt egészíti ki a NoMad további 293 szobája, így összesen 2993 szobát kínálnak.
A híres bűvész, Lance Burton éveken keresztül volt a Monte Carlo állandó előadója, 1996 és 2010 között lépett fel az 1200 férőhelyes Lance Burton Theatre-ben. 2016-ban egy új rendezvényhelyszín nyílt meg Park Theater néven az előző színház helyén, amelyet időközben Dolby Live-ra neveztek át. Ez a modern színház már 5200 nézőt tud fogadni.

## Története
A Park MGM eredetileg Monte Carlo néven működött. A szálloda területének egy részét korábban a Desert Rose Motel foglalta el, amely 1953-ban nyílt meg. A leendő üdülőhely egy másik részén az 1960-as években egy golfpálya működött, amelyet a közeli Dunes hotel-kaszinó számára hoztak létre.

### Monte Carlo (1996–2018)
A Mirage Resorts 1992 novemberében megvásárolta a Dunes hotelt és annak golfpályáját, majd néhány hónappal később mindkettőt bezárta. 1994 májusában a Mirage és a Gold Strike Resorts bejelentették, hogy közös vállalkozásban, a korábbi golfpálya egy részén új, akkor még névtelen üdülőhelyet építenek. Megvásárolták és lebontották a Desert Rose motelt is, hogy helyet csináljanak a resortnak.
Az építkezés 1995 márciusában kezdődött. Három hónappal később a Circus Circus Enterprises megvásárolta a Gold Strike-ot, és átvette a projekt irányítását. Gold Strike eredetileg a Grand Victoria nevet akarta adni az új hotelnek, ugyanazt, mint az Illinois államban fejlesztett kaszinónak, ám ezt az elképzelést elvetették, mert összetéveszthető lett volna az MGM Granddal. Lehetséges névként felmerült a „Victoria” és a „Victoria Bay” is. 1995 júliusában hozták nyilvánosságra a részleteket, többek közt, hogy a szálloda neve Monte Carlo lesz, és a Belle Époque stílusú építészetet követi majd, a monacói (nem kapcsolódó) monte-carlói kaszinó mintájára.
A Monte Carlo 1996. június 21-én éjfélkor nyitotta meg kapuit a nagyközönség előtt, egy meghívásos előzetes ünnepség és tűzijáték után. Eredetileg 250 millió dollárra becsülték a beruházást, de a végső költség 344 millió dollár lett.
A resort tömegvonzó helynek készült: európai luxusszobákat kínált átlagos jövedelmű vendégeknek, míg a monacói Monte Carlo a legtehetősebbeket célozza. A Las Vegas-i Monte Carlo gyorsan népszerű lett a turisták körében, gyakran más, telített szállodák vendégeit is fogadta. 2009-ben a Monte Carlo nyomtatott reklámkampánya szándékosan hibásan írt francia szavakat ("tray sheek") és csillogó fotókat használt, a szlogen pedig így szólt: „Szerényen luxus”.
A Mirage és a Circus Circus osztozott az üdülő profitján, az üzemeltetést utóbbi vállalat vezette. Az MGM Grand, Inc. 2000-ben megvásárolta a Mirage-t, így létrejött az MGM Mirage, és megszerezte a Monte Carlo 50%-os tulajdonát. Az MGM 2005-ben, a Mandalay Resort Group (korábban Circus Circus Enterprises) felvásárlásával szerezte meg a fennmaradó részesedést is.

### 2008-as tűzeset
A hotel 32 emeletes tornyának tetején található a létesítmény legtöbb légkondicionálója és elektromos berendezése. Azért, hogy ezek a gépészetek ne legyenek szem előtt, egy háromszintes díszítőhomlokzatot építettek a torony tetejére – ez már az eredeti kivitelezés része volt. A homlokzat külső szigetelő-burkolatból (EIFS-hab) készült, amit más Las Vegas-i szállodáknál is gyakran alkalmaznak.
2008. január 25-én, nem sokkal 11 óra előtt tűz ütött ki a tetőn. Körülbelül 120 tűzoltó érkezett a helyszínre, és 12:15-re el is oltották a tüzet. A lángokat nem mindenhol lehetett közvetlenül elérni a tetőről, ezért többször ablakokat kellett betörniük a tűzoltóknak, hogy hozzáférjenek az égő részekhez.
A tűz kitörésekor mintegy 5 000 vendég és 950 dolgozó tartózkodott az épületben. Az egész hotelt kiürítették, és a helyreállítási munkákig zárva tartották. Tizenhárom embert füstbelégzés miatt kezeltek. Az evakuálást általánosságban dicsérték a szakértők: a szervezettséget az 1980-as MGM Grand tűz után bevezetett helyi biztonsági szabályoknak tulajdonították. Néhányan azonban panaszkodtak arra, hogy lassan indult meg a kiürítés, illetve arra, hogy egyes emeleteken először nem szólt a tűzjelző – ezt az okozta, hogy a riasztás csak azon a szinten és a környező emeleteken lép működésbe, ahol ténylegesen füstöt érzékelnek. Az evakuáltaknak az MGM többi Stripen lévő szállodájában biztosítottak ideiglenes elhelyezést.
A tűz főként a torony felső, külső felületét károsította, amely jelentősen elfeketedett. Az alkalmazott habszigetelés nagy darabokban levált az épületről; az épület még a régi, 1991-es építési szabványnak megfelelően készült, ami vastagabb habfelhasználást engedett meg, mint a mostani előírások. Egy későbbi vizsgálat szerint a tető néhány helyén nem engedélyezett gyantát használtak építéskor, ami gyorsította a tűz terjedését. Az oltás során több szoba is vízkárt szenvedett, ezért ezeket teljesen fel kellett újítani.
A tetőn végzett hegesztési munkálatok okozták a tüzet: a vállalkozók egy, az ablakmosáshoz tervezett járat vázát vágták, az olvadt fémdarabok a tetőre estek, és begyújtották a burkolatot. A tűzoltóság szerint nem volt megfelelő engedélyük, és nem használtak védő szőnyeget sem. A kivitelező viszont állította, hogy minden előírásnak megfeleltek.
Mivel a tűz balesetnek minősült, a tűzoltóság nem szabott ki büntetést. A munkavédelmi hatóság 18 000 dolláros bírságot rótt ki a vállalkozóra több biztonsági szabály megsértése miatt, de később szinte az összes kifogást törölték, bár elismerték, hogy a cég nem tett meg minden óvintézkedést a tűz terjedése ellen.
Az első becslések szerint a bezárás naponta 1,1 millió dollár bevételkiesést okozott. Összesen a hotel csaknem 100 millió dolláros veszteséget szenvedett a tűz miatt, de az MGM-nek – mivel több szállodája is van a Stripen – kevésbé érintette súlyosan a helyzet. A tűz a Strip többi üzletére nem gyakorolt negatív hatást, mindenhol zavartalanul folyt a munka. A Monte Carlo 2008. február 15-én részlegesen újranyitott, és egy héten belül szinte teljes egészében ismét működött.

### Park MGM (2018–jelen)

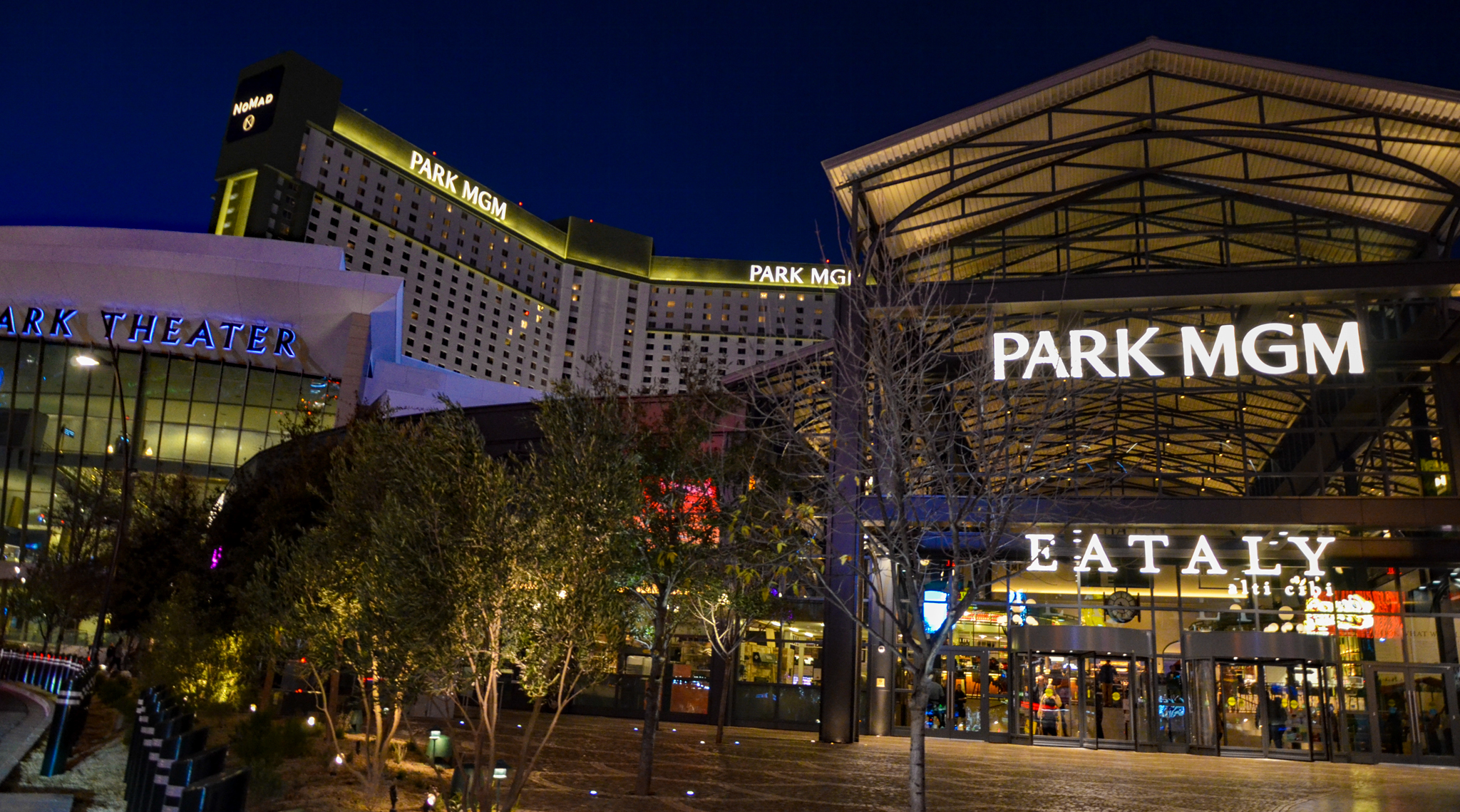
Az átnevezett Park MGM 2019-ben

2015-ben az MGM megkezdte a közeli T-Mobile Arena építését. A Monte Carlo hotel kulcsfontosságú szerepet kapott, mivel ez lett az aréna kapuja, ezért az MGM vezetősége megfontolta a szálloda nevén és profilján való változtatást, látva, hogy az ingatlan nem teljesen van kihasználva. 2016 áprilisában nyitott meg a The Park nevű étterem- és szórakoztató zóna, mely a Monte Carlo és a New York-New York között helyezkedik el, és közvetlen kapcsolatot biztosít a Stripről az új arénához. Jim Murren, az MGM elnök-vezérigazgatója ebben az időben hangsúlyozta, hogy a Monte Carlo új nevét nem egy másik városról veszik át, hanem Las Vegas saját szórakoztatóipari jelentőségét szeretnék erősíteni.
2016 júniusában jelentették be, hogy a Monte Carlo Park MGM néven működik tovább, utalva a The Park zónára. A komplexum két év alatt, szakaszokban újult meg, és a munka közben is nyitva maradt. A névváltás 2018. május 9-én vált hivatalossá, miközben a felújítási munkák még zajlottak, és az átalakítás teljes költsége meghaladta az 550 millió dollárt, végül 2018 végére fejeződött be.
2016-ban számos MGM-ingatlan, köztük a Monte Carlo, az MGM Growth Properties tulajdonába került, amelyet 2022-ben a Vici Properties vett át. Az MGM Resorts továbbra is üzemeltette a szállodát bérleti konstrukcióban.
2020 márciusában a Covid19-járvány miatt Nevada összes kaszinóját bezárták, de néhány hónap múlva újra megnyitották őket. A Park MGM 2020. szeptember 30-i nyitásakor bevezették a teljes dohányzási tilalmat, így ez lett az első olyan Strip-beli szálloda, ahol nem szabad dohányozni a kaszinóban. Ezzel elsősorban azokat a vendégeket célozták meg, akik nem szeretik a hagyományos kaszinókban gyakori cigarettafüstöt. A COVID-járvány idején különösen támogatták a füstmentes környezet kialakítását, így a tilalom bevezetése kedvező fogadtatásban részesült. Dohányozni csak a kijelölt kültéri területeken lehet. The non-smoking policy had previously been considered two years earlier, until MGM passed on the idea. Smoking is still permitted in designated outdoor areas.

## Szolgáltatások

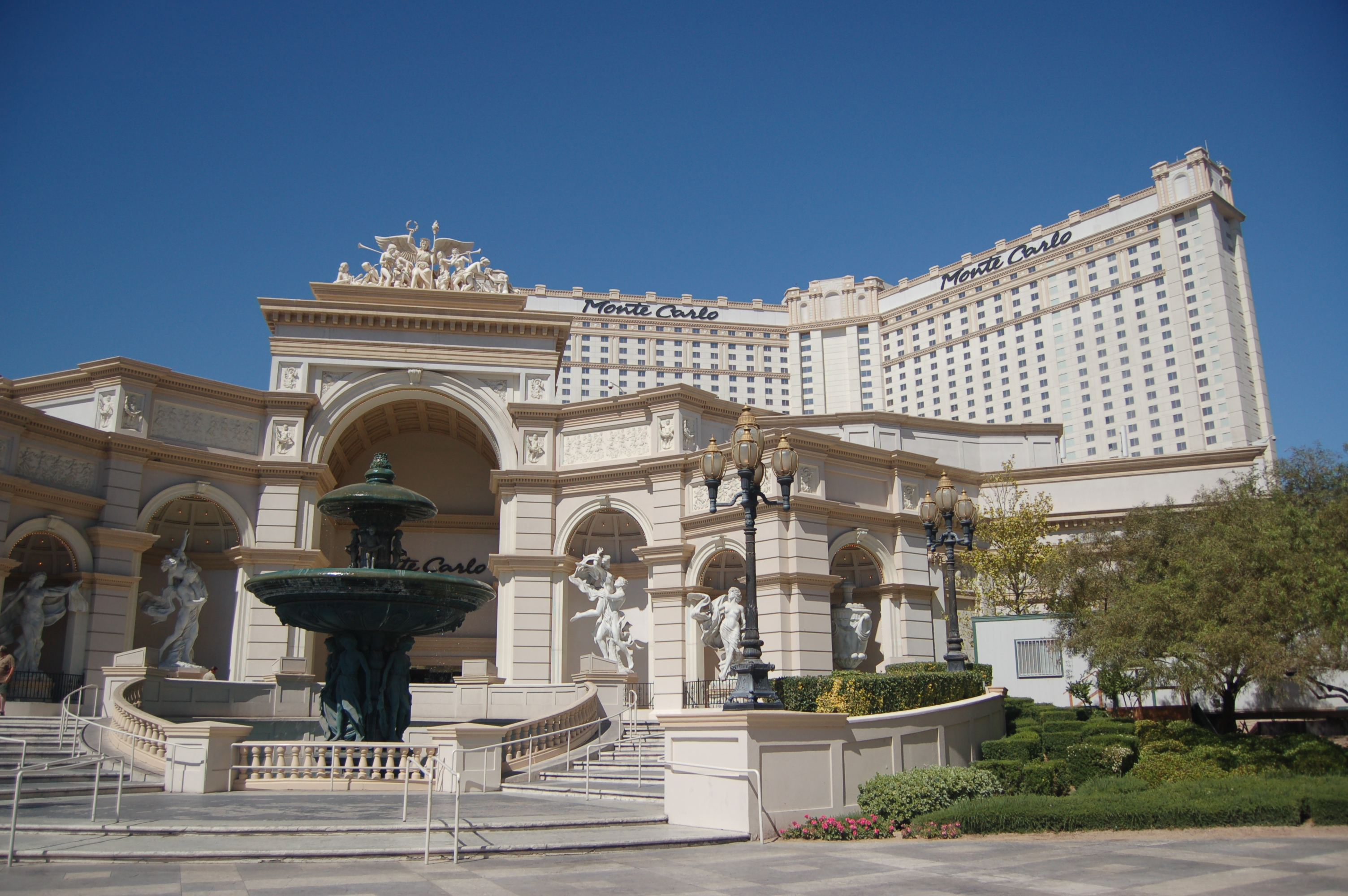
A Monte Carlo 2008-ban

A Park MGM 7152 négyzetméteres kaszinóval várja a vendégeket. A hotel 1996-os nyitásakor 2200 játékgép, 95 asztali játék, prémium játékzóna, ló- és sportfogadási terem, illetve egy 550 férőhelyes bingószoba működött az épületben.
A belső terekhez tartozott a Street of Dreams, egy francia hangulatú sétány macskaköves járdákkal, gázlámpákkal és vízköpő díszekkel. A komplexum összesen 2000 négyzetméter üzlethelyiséggel rendelkezett, melynek egyik része a Street of Dreams volt. A Strip mentén található homlokzaton szökőkutak, lépcsősorok és boltívek voltak, de ezt 2013-ban elbontották, hogy éttermeket alakítsanak ki helyette.
A szálloda medencevilága hullámmedencét és sodrófolyót is tartalmazott. 2009-ben átadták a CityCenter Tram villamost, amely összeköti a Monte Carlót a CityCenterrel és a Bellagióval. A pókerterem 2017-ben bezárt, mivel a Bellagio és a CityCenter már elérhetővé tette ezt a szolgáltatást. A Park MGM átalakítása során a sportfogadási részleget sportbárként alakították ki, már ételkínálattal is. A felújítás során 7200 négyzetméternyi konferenciahelyiséggel bővült az épület.
2018-ban nyílt meg a Houston Hospitality által üzemeltetett On the Record speakeasy bár és nightclub, amely 1000 négyzetméteres területével körülbelül 1000 vendégnek biztosít helyet, különlegessége pedig egy emeletes buszból kialakított DJ-pult. 2019-ben Bricia Lopez gasztronómiai vállalkozó nyitotta a Mama Rabbit bárt, ahol a tequila és a mezcal italokra specializálódtak. A bár neve az azték mitológiából ismert Mayahuel istennőhöz köthető, aki a Centzon Tōtōchtin, vagyis a nyulak anyja.

### Hotelek

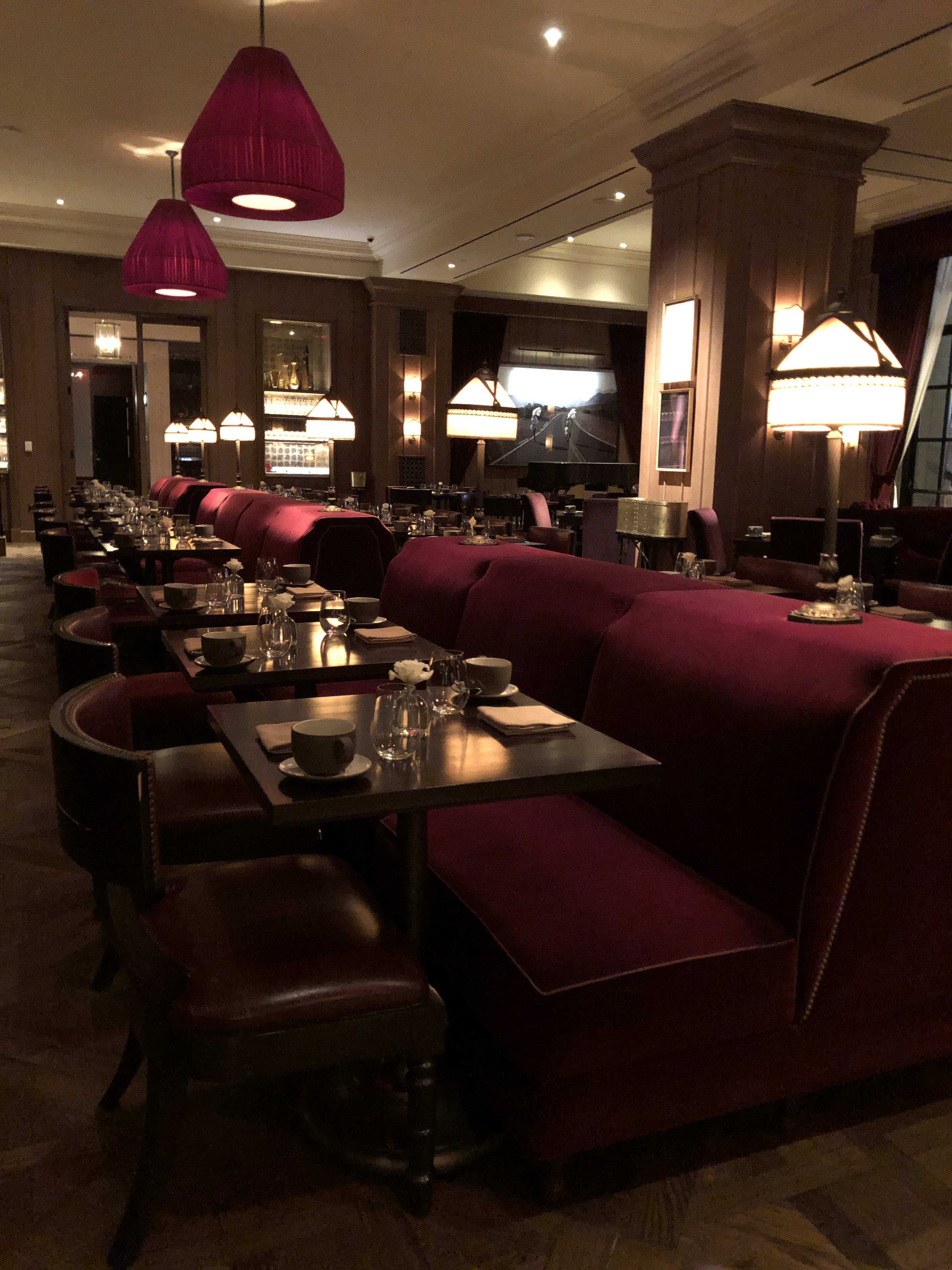
NoMad Bar

A Monte Carlo eredetileg 3014 szobával nyitott meg, mára pedig Park MGM néven 2700 szobával működik.
A hotel kétszer is kínált „hotel a hotelben” koncepciót. A 2008-as tűzeset után a 32. emeletet teljesen lecsupaszították, hogy helyrehozzák a vízkárokat, majd az egész szintet felújították és Hotel32 néven nyitották újra. A felújítást már a tűz előtt is tervezték, de a katasztrófa miatt végül teljes átalakítás történt.
A Hotel32 2009. augusztus 10-én nyitott, kifejezetten exkluzív vendégkör számára, a szobák ára akár éjszakánként 6000 dollárig is felment. The hotel had 50 rooms, including suites and penthouses. Rooms featured an assistant, limo service, and Wii gaming consoles. A Hotel32-ben 50 szoba volt, beleértve lakosztályokat és penthouse egységeket. A szobákhoz személyi asszisztens, limuzinszolgáltatás és Wii játékkonzol is járt, valamint a vendégek a CityCenter-re néző Lounge32-ben pihenhettek. A Hotel32-t a Park MGM-mé történő átépítés során megszüntették.
A Park MGM projekt keretében a felső négy emeletet NoMad Las Vegas néven újították meg, a New York-i NoMad hotel tulajdonosával, a Sydell Grouppal együttműködésben. A partnerségről három évnyi tárgyalás után, 2016-ban számoltak be. A NoMad Las Vegas 2018. október 12-én nyitott meg, és egy hónapon belül a legtöbb szolgáltatása már elérhető volt.
A Park MGM összesen 2993 szobával rendelkezik, ebből 293 a NoMad Las Vegas-hoz tartozik. A NoMad külön lobbyval és saját medencével is bír, a szobákat városi lakás stílusban rendezték be, és magasabb árkategóriát képviselnek, mint a Park MGM szobái. A hotel része egy földszinti kaszinó, bár és étterem is. A NoMad kaszinójában található a komplexum egyetlen high limit játékterme, amely fölött megőrizték a Monte Carlo időkből származó Tiffany üvegboltozatot.

### Éttermek

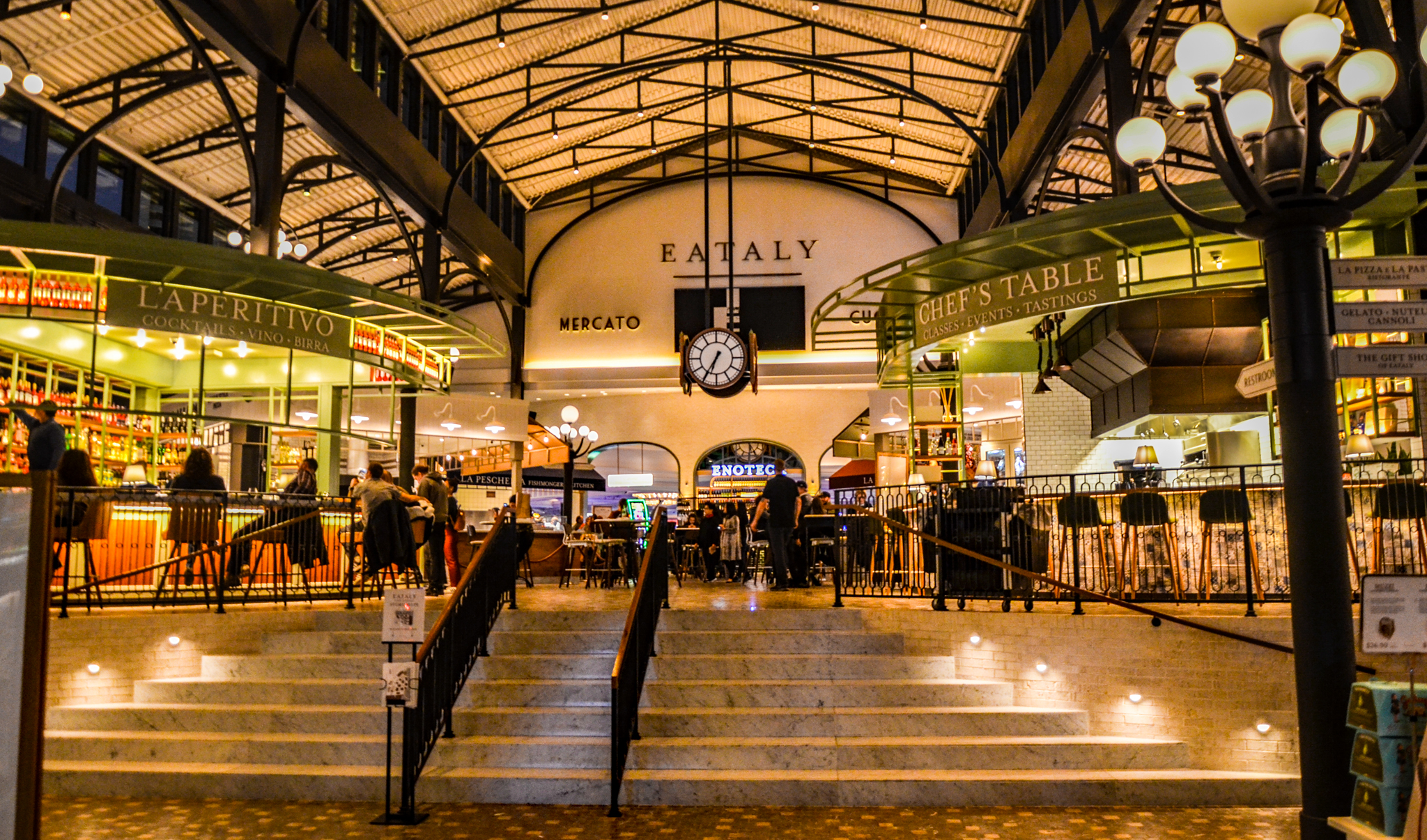
Eataly a Park MGM-nél

A Monte Carlo hat étteremmel nyílt meg, többek között egy 250 férőhelyes steakhouse-zal és egy 700 fős, marokkói stílusban berendezett büfével. Ezen kívül egy 210 fős ételudvar is várta a vendégeket. Az épület része volt a Monte Carlo saját sörfőzdéje és pubja is, ahol saját kézműves söröket árusítottak. 2009-ben a vendéglátóhely The Pub néven újult meg, ekkor megszűnt a mikro-sörfőzde; a szomszédos CityCenter építkezése miatt el kellett távolítani a hatalmas sörfőző tartályokat, hogy több hely legyen.
A Dragon Noodle Co. & Sushi Bar a hotel megnyitásával egyidőben debütált. 2009-ben átalakításon esett át, és ekkortól anime karakternek öltözött koktélos pincérnők szolgálták ki a vendégeket. 2008-ban nyílt meg a Brand, egy 460m2-es steakhouse, amelyet a The Light Group üzemeltetett, és két évvel később egy jégbár is megnyílt a komplexumban.
2017-ben számos éttermet, köztük a jégbárt is bezártak, hogy helyet adjanak új vendéglátóhelyeknek a Park MGM átépítés részeként. Még abban az évben két új étterem is nyílt: a chicago-i eredetű Bavette's Steakhouse & Bar, valamint a Primrose, egy több mint 300 üléses francia étterem. Helyet kapott még az Eataly üzletlánc részeként egy olasz étterem is – az MGM tíz évig küzdött azért, hogy ezt a láncot Las Vegas Stripbeli helyszínére hozhassa. 2018 végén ismert séf, Roy Choi is megnyitotta első Las Vegas-i éttermét, a Best Friendet.

## Élő előadások

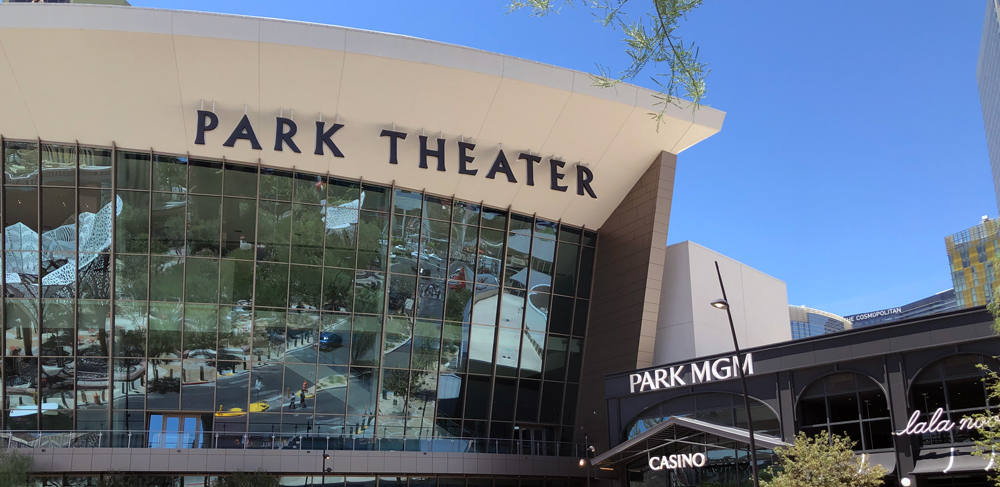
A Park Theater (jelenleg Dolby Live) 2019-ben

A bűvész Lance Burton a Monte Carlo megnyitásától egészen 2010. szeptember 4-ig volt a szálloda főattrakciója. Korábban 1991-től a Stripen található Hacienda hotelben lépett fel. Burton eredetileg 13 éves szerződést írt alá a Monte Carlóval, amely számára egy 1200 férőhelyes színházat is építtetett, Lance Burton Theatre néven. Műsora nagy sikernek örvendett, így neve szorosan összeforrott a Monte Carlóval. 2009-ben a szerződését akár hat évvel is meghosszabbíthatta volna, de 2010-ben – nézeteltérések miatt – elhagyta a szállodát. Úgy tartják, hogy arra kérték, csökkentse a produkció költségvetését, amire ő inkább a műsor befejezését választotta.
A Lance Burton Theatre-ben más előadók is felléptek, például Frank Caliendo humorista, aki 2009 és 2011 között szórakoztatta itt a közönséget. Burton távozása után a Jabbawockeez tánccsapat indította el „MÜS.I.C” című rezidencia-műsorát a Monte Carlo-ban, mégpedig az átalakított színházban, amelyet ekkor Monte Carlo Theatre-re neveztek át. 2011 elején bejelentették, hogy a Blue Man Group alakítja át és veszi át a helyszínt. A Jabbawockeez ezután az ingatlan egyik ideiglenes sátorkonstrukciójában folytatta a fellépéseket, majd 2013-ban távoztak. A Blue Man Group 2012 októberétől 2015 októberéig lépett fel a Monte Carlóban.
2015-ben, a Park MGM korszerűsítésének részeként, megkezdődött egy új, 5200 férőhelyes színház, a Park Theater építése, amely a korábbi Lance Burton Theatre helyére került. A Park Theater 2016. december 17-én nyílt meg, majd 2021 októberétől Dolby Live néven működik, miután partnerségre léptek a Dolby céggel. A helyszínen olyan sztárok tartottak rezidenciát, mint Ricky Martin („All In”), Cher („Classic Cher”), Lady Gaga („Enigma + Jazz & Piano”), Aerosmith („Deuces Are Wild”), Maroon 5, New Kids On The Block, valamint Janet Jackson, aki itt tartotta első koncert-rezidenciáját („Metamorphosis”).

## Galéria

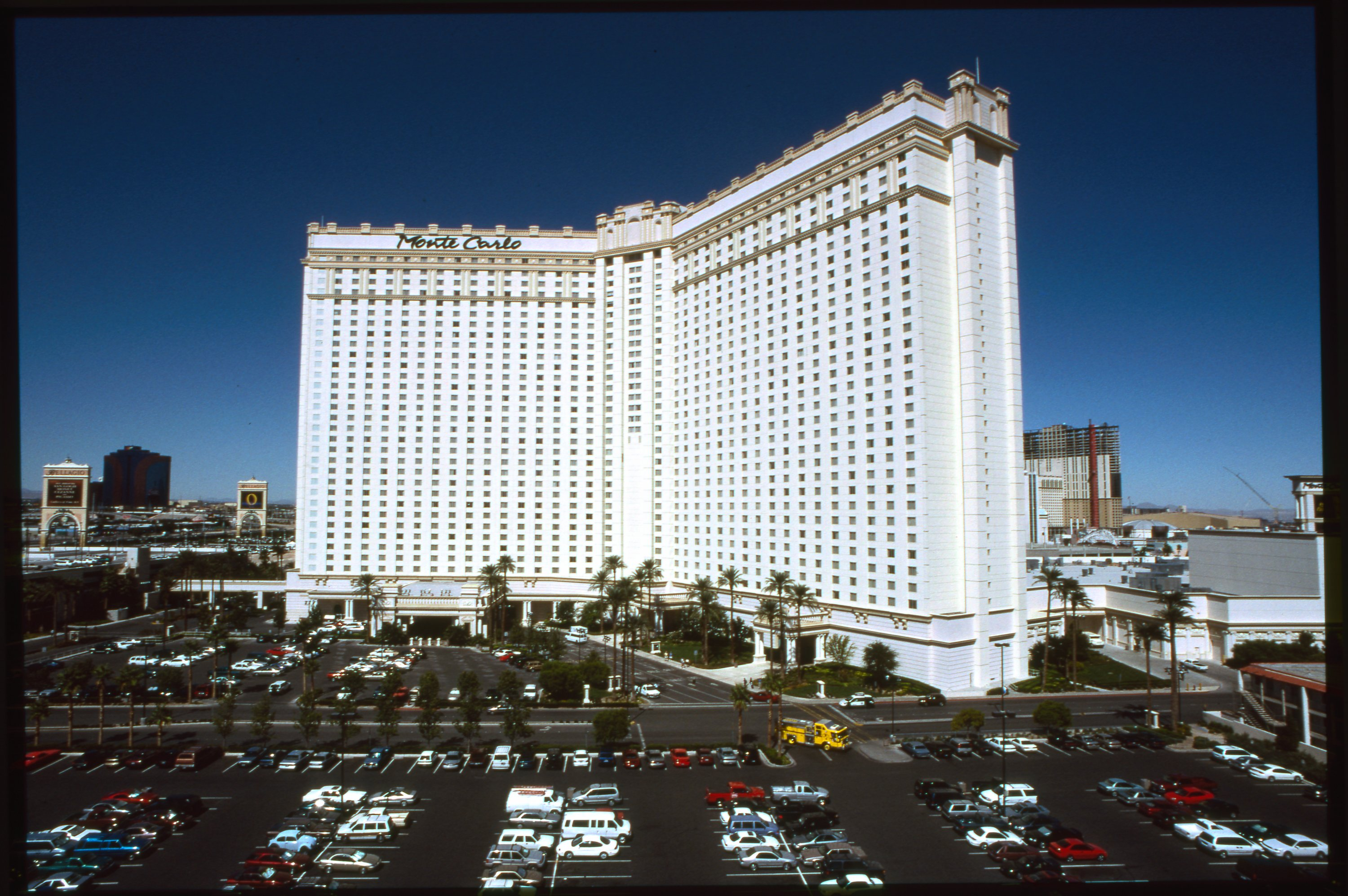
1999
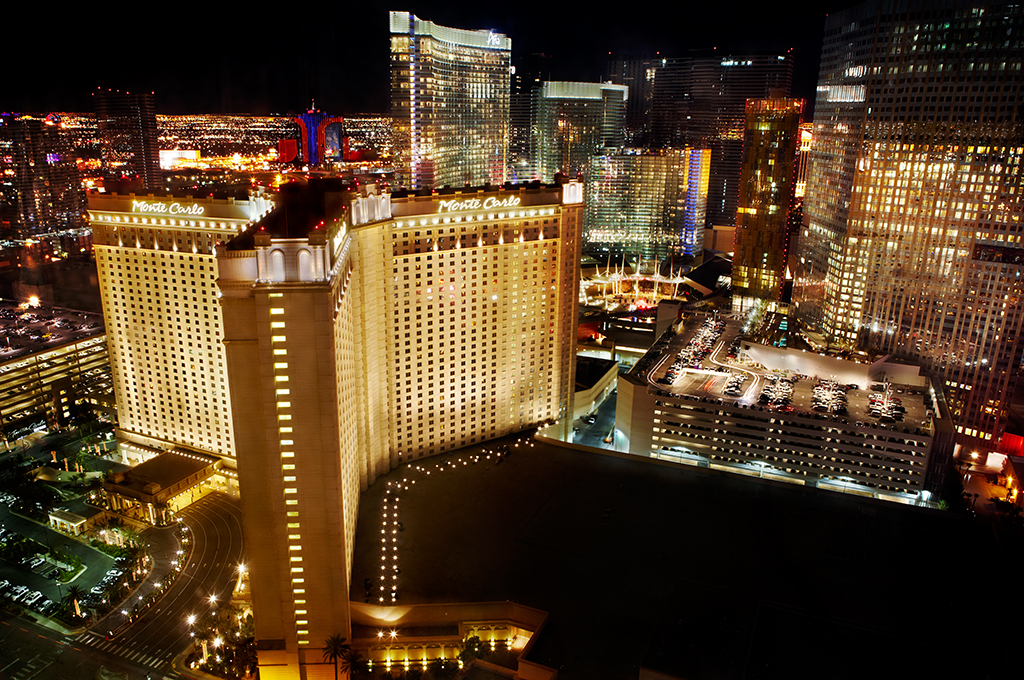
2009
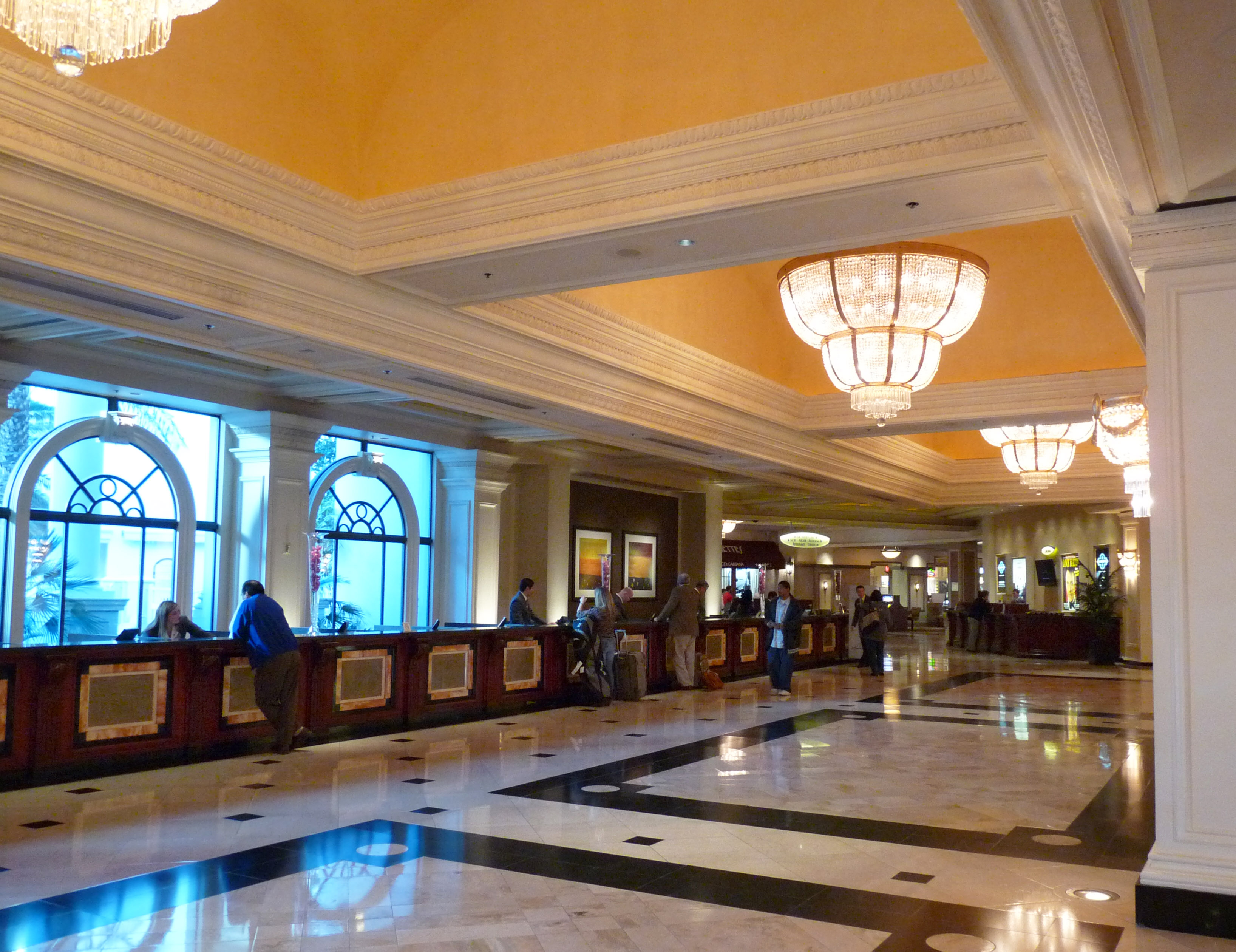
2009
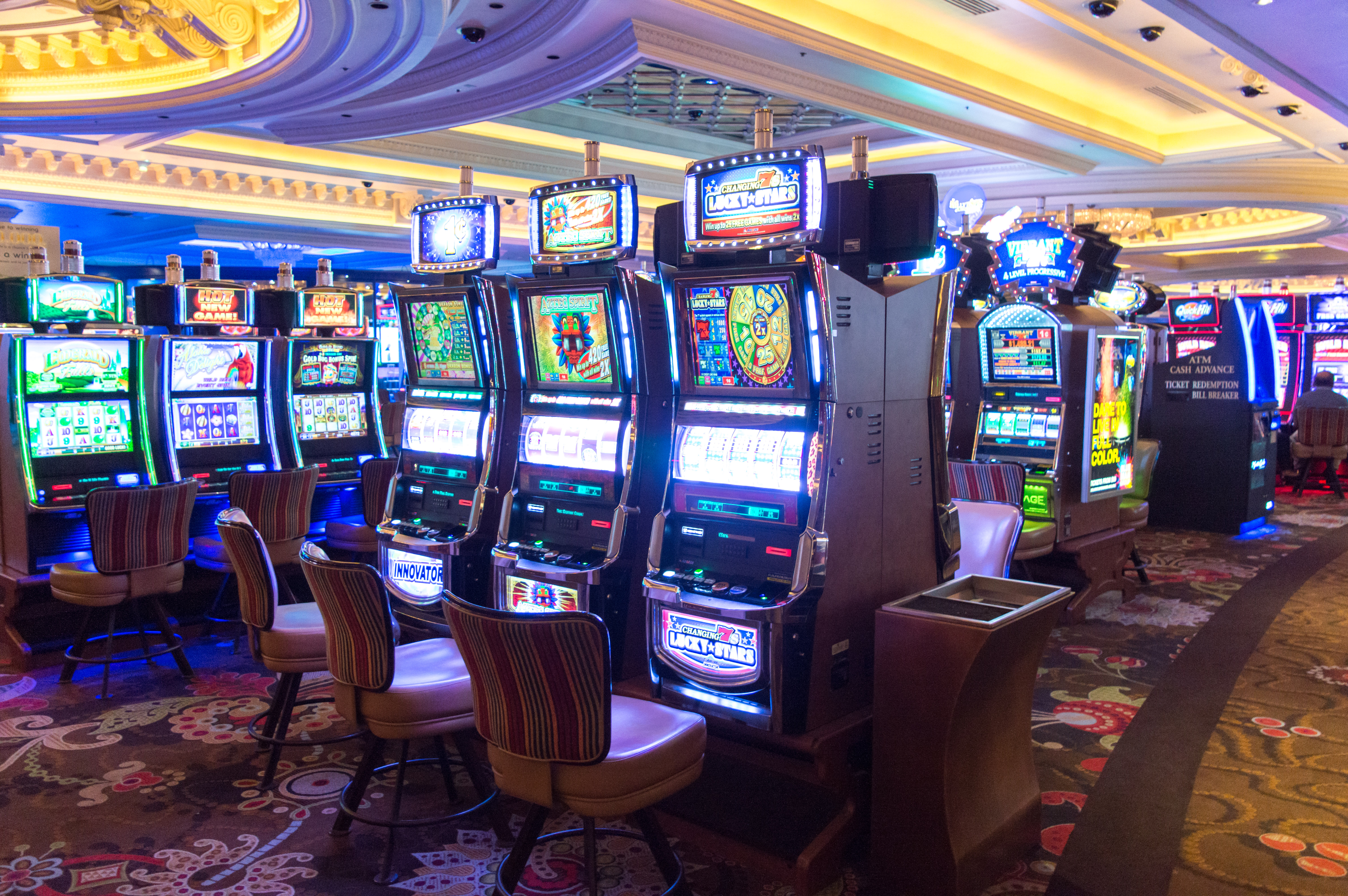
2015
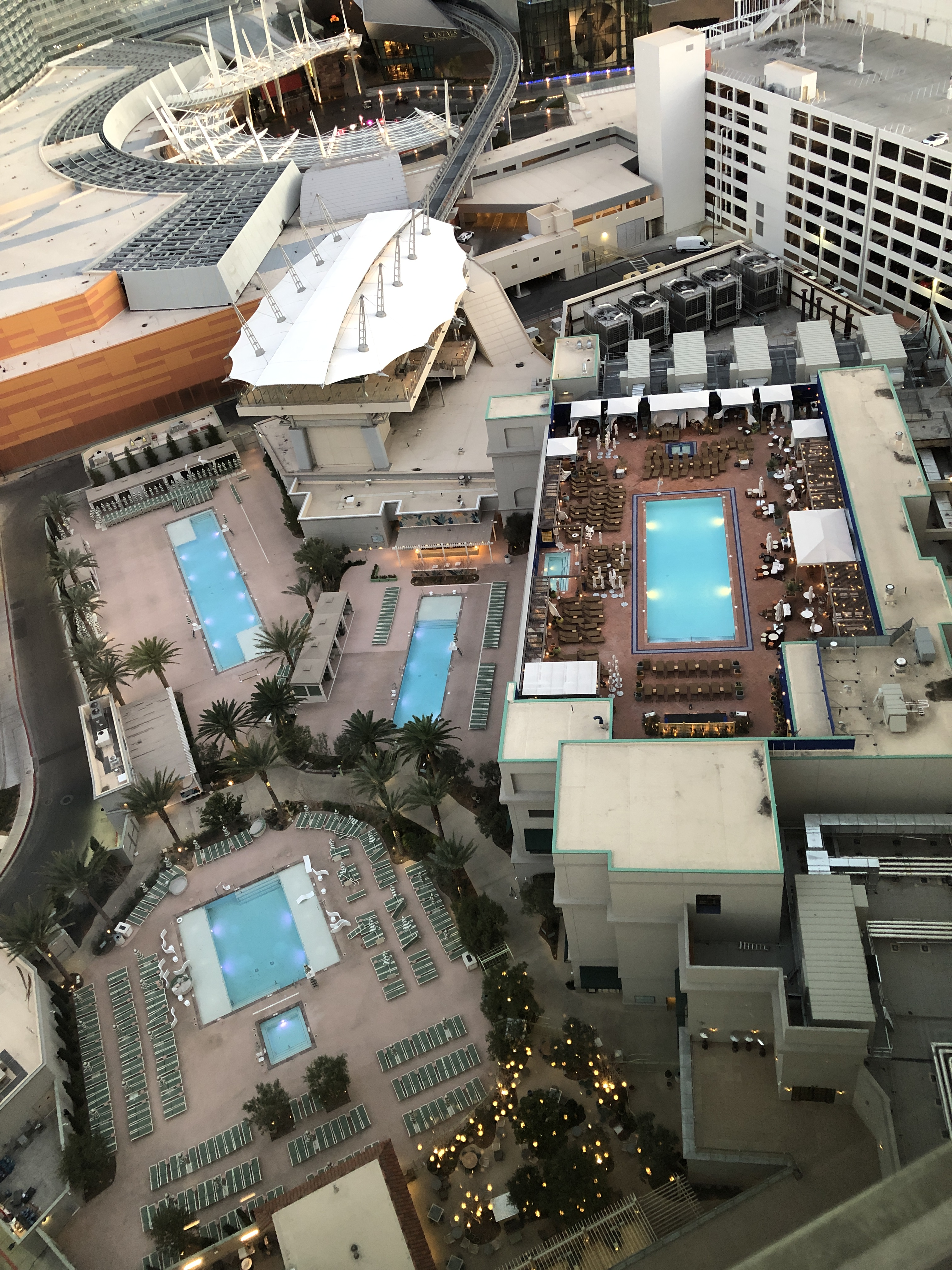
2019

## Fordítás
Ez a szócikk részben vagy egészben  a   Park MGM című angol Wikipédia-szócikk fordításán alapul.  Az eredeti cikk szerkesztőit annak laptörténete sorolja fel. Ez a jelzés csupán a megfogalmazás eredetét és a szerzői jogokat jelzi, nem szolgál a cikkben szereplő információk forrásmegjelöléseként.